# Psychotria retiphlebia
Psychotria retiphlebia är en måreväxtart som beskrevs av John Gilbert Baker. Psychotria retiphlebia ingår i släktet Psychotria och familjen måreväxter. Inga underarter finns listade i Catalogue of Life.